# СИБУР Тобольск

Тобольск-Нефтехим

СИБУР Тобольск (ранее — Тобольский нефтехимический комбинат, Тобольск-Нефтехим) — российское (ранее советское) нефтехимическое предприятие, расположенное в городе Тобольске Тюменской области. Предназначено для глубокой переработки широкой фракции лёгких углеводородов. В декабре 2020 года вошло в состав ООО "ЗапСибНефтехим".

## История
С освоением богатых нефтегазовых месторождений Сибири возникла проблема что делать с побочными продуктами добычи — попутным нефтяным газом и газовым конденсатом. Длительное время их сжигали в факелах. В 1970-е годы государство решило реализовать проект по глубокой переработке углеводородного сырья с месторождений Западной Сибири. Требовалось разделить попутный нефтяной газ и газовый конденсат на химические компоненты, которые можно использовать для производства полимеров, каучуков, химических волокон. Особенно обострилась проблема после открытия в 1965 году крупнейшего в Тюменской области месторождения нефти Самотлор.
На право размещения нового производства претендовали шесть различных площадок, которые изучала специально созданная государственная комиссия. В мае 1972 года министр нефтеперерабатывающей и нефтехимической промышленности В. С. Фёдоров подписал акт, которым утверждался тобольский вариант с учётом его сырьевых, водных и топливно-энергетических ресурсов, транспортных связей и климатических условий.
Проект был масштабным: помимо производства мономеров, на территории Тюменской области предполагалось строительство мощностей по выпуску синтетических каучуков, крупного нефтеперерабатывающего завода, завода по производству пластмасс и товаров народного потребления.

### Строительство комбината
В 1974 году в 6 км от Тобольска была выбрана площадка под строительство комбината. Он был объявлен Всесоюзной ударной комсомольской стройкой.
Уже в этом году объем строительно-монтажных работ по объектам производственного, жилищного и культурно-бытового назначения увеличился в 2,5 раза по сравнению с предыдущим годом. Были сформированы строительно-монтажные управления СМУ-3 и СМУ-6 треста «Тоболпромстрой». На строительстве также работали СУ-931 треста «Тюменьдорстрой», спецуправление треста «Уралсибпромэкскавация», в общей сложности 23 строительно-монтажных организации.
60 проектных институтов вели разработку документации для строительства нефтехимического комплекса. Одновременно с возведением ряда нефтехимических производств строилась и вся окружающая промышленная инфраструктура. Она создавалась по новейшим технологиям, подчас не имеющим аналогов в стране. Одновременно строились объекты социально-культурного назначения: так, уже к 1975 году были построены 172 тыс. кв.м. жилья, школы на 3388 мест, детсады на 1120 мест, кинотеатры на 900 мест, роддом на 100 коек, поликлиники на 500 посещений в смену, телецентр, фабрика химчистки одежды.
Помимо объектов нефтехимического комплекса в 10 километрах от Тобольска были построены: база стройиндустрии, ТЭЦ, ветка железной дороги, сухогрузный и нефтеналивной причалы, водозабор, сооружения по очистке стоков, завод железобетонных изделий и товарно-сырьевая база «Северная».
В 1983 году Тобольский нефтехимический комбинат стал пусковым объектом и на него были (ранее летом 1982 года) доставлены ректификационные колонны, беспрецедентные по размерам: масса 610 тонн, длина 93 м и диаметр 5.5 м. Груз был доставлен по реке и с большой точностью установлен на рельсовые пути монтажной площадки.

### Запуск производства
Запуск центральной газофракционирующей установки на Тобольском нефтехимическом комбинате состоялся в 1984 году. Уже к 19 апреля 1985 года, или на 2.5 месяца раньше срока, она вышла на проектную мощность — 8 тысяч тонн разделенных продуктов в сутки.
Новое производство требовало привлечения целого ряда квалифицированных специалистов, которые стали приезжать на комбинат со всей страны. Буквально за несколько лет население Тобольска выросло более чем в два раза — с 46 тыс. до 110 тыс. человек. Свыше 50 % работающих составляли молодые люди в возрасте до 30 лет, в городе трудились представители более 50 национальностей.
Тобольский нефтехимический комбинат приобрел статус градообразующего предприятия. Общие инвестиции в его строительство составили 800 млн рублей, освоенный объем капиталовложений превысил миллиард рублей.
В соответствии с Постановлением ЦК КПСС и Совета министров СССР «О комплексном развитии нефтяной и газовой промышленности Западной Сибири в 1986—1990 годах» на нефтекомбинате предполагалось ввести в эксплуатацию ещё 4 крупных завода: по производству бутадиена, изобутилена, бутилкаучука, изопрена.
В 1987 году на предприятии были введены в строй установки по производству бутадиена производительной мощностью 180 тыс. т в год.
Началось строительство заводов бутил- и галобутилкаучуков, бутадиенстирольных термоэластопластов и полипропилена, финансируемое за счёт зарубежных кредитов. Однако с распадом СССР развитие комбината остановилось, а само предприятие оказалось на грани банкротства из-за нехватки сырья. Это грозило бедой примерно 10 тысячам сотрудников — то есть задевало почти каждую тобольскую семью.

### Сотрудничество с СИБУРом
От банкротства комбинат спасли энергичные действия его тогдашнего руководителя Сергея Ивановича Коханова и сотрудничество с Сибирско-Уральской нефтегазохимической компанией (СИБУР). Благодаря этому в 1997 году были введены в эксплуатацию производства изобутилена и метил-требутилового эфира МТБЭ.
В 1999 году тобольский «Нефтехим» вошёл в состав СИБУРа. 2001 год — Тобольский нефтехимический комбинат перерегистрирован как «Тобольск-Нефтехим». С приходом СИБУРа возникла проблема реализации широкой фракции легких углеводородов (ШФЛУ). На рынке наблюдался избыток данного продукта, к тому же перевозка ШФЛУ в специальных вагон-цистернах делала его продажу малорентабельной.
Поскольку планировавшееся Правительством СССР каучуковое производство стало неактуальным из-за перенасыщенности рынка, СИБУР решил построить завод по производству пропилена и полипропилена мощностью 450—500 тысяч тонн в год, чтобы вести на месте дегидрирование пропана (основной компонент ШФЛУ) , 70 % которого отгружалось из Тобольска на экспорт.
В марте 2006 года правление компании одобрило проект создания соответствующего производства на базе Тобольской промышленной площадки .
20 апреля 2006 года было создано ООО «Тобольск-Полимер», которое в феврале 2007 года подписало соглашение с Правительством Тюменской области о совместном финансировании строительства жилья для будущих работников предприятия и льготном налоговом режиме для нового производства.

### Строительство Тобольск-Полимера
С целью разработки технико-экономического обоснования ТЭО проекта в марте 2007 года Сибур подписал соглашение с компанией Fluor (США). К апрелю 2007 г. на основании ТЭО была утверждена проектная мощность будущего предприятия. Также к этому времени был решен вопрос выбора разработчика технологии. От этого во многом зависела судьба проекта, так как окупаемость его в строго определенные сроки могла быть достигнута только при использовании технологии с низкими удельными затратами, при условии получения товарной продукции высочайшего качества. Поэтому в качестве лицензиаров технологического процесса были выбраны компании с мировым именем UOP (США) и Ineos (Великобритания). Основными поставщиками оборудования были выбраны компании Tecnimont (Италия) и Linde (Германия).
Учитывая всю важность проекта, Правительство РФ в лице Минпромторг в 2008 году включило «Тобольск-Полимер» в список приоритетных проектов.
Внешэкономбанк летом 2010 года открыл «Тобольск-Полимеру» кредитные линии на беспрецедентную сумму 1,441 млрд долларов США, из которых 1,22 млрд были получены под гарантии зарубежных экспортных страховых агентств европейских стран.
К осени 2010 года на строительную площадку «Тобольск-Полимера» началась доставка крупногабаритного оборудования.
В 2013 году в присутствии президента РФ Владимира Путина состоялась торжественная церемония открытия и пуска комплекса по производству полипропилена («Тобольск-Полимер»).
В августе 2010 года инвестиционный комитет СИБУРа принял решение о начале проектных работ в рамках реализации проекта по строительству второй очереди газофракционирующей установки по переработке широкой фракции лёгких углеводородов (ШФЛУ) мощностью 2,8 млн т в год.
4 июня 2014 г. вторая очередь газофракционирующей установки запущена в эксплуатацию. Одновременно был реализован проект по увеличению мощности действующей газофракционирующей установки с 3 млн тонн в год до 3,8 млн тонн в год.
В 2014 году с вводом в эксплуатацию второй газофракционирующей установки суммарные мощности Тобольской площадки достигли 6,6 млн тонн в год.
В 2015 году СИБУР в два раза увеличил пропускную способность железнодорожной станции необщего пользования Денисовка: проектные мощности станции по грузообороту увеличились с 4 млн тонн до 8,2 млн тонн продукции в год.
В 2016 году СИБУР завершил проект по реконструкции комплекса по переработке широкой фракции легких углеводородов (ШФЛУ) Тобольской промышленной площадки. В результате реализации проекта общие мощности по газофракционированию в Тобольске увеличены с 6,6 до 8 млн тонн в год и считаются крупнейшими в Европе. Проект нового увеличения включал в себя три этапа: реконструкцию сливо-наливной эстакады, возведение парка хранения пропана, а также модернизацию газофракционирующей установки, которая введена в эксплуатацию в 2014 году. В ходе реализации проекта проведена полная замена внутренних контактных устройств колонного оборудования.
В 2016 году СИБУР завершил интеграцию тобольских производств мономеров (до марта 2016 года «Тобольск-Нефтехим»), полимеров (до декабря 2016 года «Тобольск-Полимер») и электротеплопарогенерации (до декабря 2016 года — «Тобольская ТЭЦ»).

### Строительство ЗапСибНефтехима
Дальнейшее увеличение глубины переработки ШФЛУ связано со строительством установок по производству полиэтилена и полипропилена (включая также установки получения сырья для них (этилен и пропилен) путем термического разложения (пиролиза) высших углеводородов, получаемых из ШФЛУ). Предполагаемая мощность завода до 2 млн тонн полиэтилена и полипропилена в год.
Строительство Сибуром нового завода начато в 2014 году в непосредственной близости от действующих производств. Однако юридически эти мощности были оформлены в отдельное предприятие ЗапСибНефтехим.
Завод заработал в 2019 году.

### Другие проекты
В октябре 2016 года объявлено о строительстве установки синтеза малеинового ангидрида. Лицензиаром технологии выбрана итальянская компания Conser. Планируемая мощность до 45 тыс. тонн в год. Строительство начато в 2018 году. Пуск запланирован на 2021 год.
С 1 декабря 2020 «Сибур Тобольск» перестал существовать как отдельное юридическое лицо и вошёл в состав ООО «ЗапСибНефтехим».

## Поставка сырья
С момента запуска сырьё (широкая фракция лёгких углеводородов) поставлялась по продуктопроводу Южный Балык — Тобольск с Южно-Балыкского ГПЗ.
С января 2014 г. начался запуск в эксплуатацию второго продуктопровода «Пуровский ЗПК — Тобольск-Нефтехим» протяженностью 1100 км. Реализация данного проекта позволила связать Пуровский ЗПК, принадлежащий ОАО «НОВАТЭК», Южно-Балыкский ГПЗ и «Тобольск-Нефтехим». Пропускная способность продуктопровода на участке от Пуровского ЗПК до наливной эстакады в районе г. Ноябрьска составляет около 4 млн т в год, на участке от наливной эстакады до Южно-Балыкского ГПЗ — около 5,5 млн т в год, а на участке от Южно-Балыкского ГПЗ до «Тобольск-Нефтехима» — около 8 млн т в год.
Ввод продуктопровода в эксплуатацию позволил Компании:
- заменить некоторые участки действующего продуктопровода;
- значительно расширить возможности по транспортировке ШФЛУ;
- увеличить пропускную способность системы поставки сырья и повысить её надежность.
- обеспечить долгосрочный доступа СИБУРа к сырью в Западной Сибири, в частности к месторождениям северных районов, где рост добычи газа с повышенным содержанием этана, пропана и бутана, как ожидается, будет способствовать увеличению поставок ШФЛУ.

## Структура
Производственные мощности «СИБУР Тобольска» включают в себя центральную газофракционирующую установку по переработке широкой фракции легких углеводородов мощностью 8 млн тонн в год, производство мономеров для выработки сжиженных углеводородных газов, бутадиена, изобутилена, а также метил-трет-бутилового эфира; производство полимеров для выработки полипропилена мощностью 500 тыс. тонн в год; производство электротеплопарогенерации мощностью 665 МВт по электрической энергии и 2 585 МВт по тепловой энергии.
Предприятие осуществляет приём и переработку широкой фракции лёгких углеводородов, которая поступает на предприятие по продуктопроводу с западносибирских газоперерабатывающих заводов СИБУРа. В дальнейшем на газофракционирующей установке сырьё разделяется на отдельные фракции: пропан, бутан, изобутан и т. д. После этого сжиженные углеводородные газы и мономеры — бутадиен и изобутилен, поступают на нефтехимические предприятия СИБУРа. Изобутилен также используется «СИБУР Тобольском» для выработки метил-трет-бутилового эфира.
Бутадиен и изобутилен являются исходными мономерами для выработки синтетических каучуков, которые, в свою очередь, используются для производства резин. Метил-трет-бутиловый эфир служит в качестве кислородосодержащего, высокооктанового компонента при получении неэтилированных, экологически чистых бензинов.

## Продукция
Предприятие занимается производством бутадиена, изобутилена, метил-трет-бутилового эфира и др. Сырьём является широкая фракция лёгких углеводородов (ШФЛУ). Из пропана на полимерном производстве получают высококачественные марки полипропилена.

## Руководители Нефтехимического комбината
с сентября 1974 года по 1986 год — Дзираев Владимир Александрович (1934—1998). За вклад в строительство комбината он награждён Орденом Трудового Красного Знамени, в его честь назван один из новых проспектов Тобольска. Решением Тобольской городской Думы от 11 июня 1999 года № 45 Владимиру Александровичу присвоено звание «Заслуженный гражданин города Тобольска».
С 1986 по 1999 год - Юдин Владимир Васильевич . За заслуги перед государством, высокие достижения в производственной деятельности и большой вклад в укрепление дружбы и сотрудничества между народами Указом Президента РФ от 04.03.1999 г. № 310 награждён орденом Дружбы.